# Alchemilla acutiloba
Alchemilla acutiloba é uma espécie de rosácea do gênero Alchemilla, pertencente à família Rosaceae.